# 劉竟
刘竟（？—前35年），汉宣帝第五子，生母戎婕妤。初元二年（前47年），被哥哥汉元帝立为清河王。三年（前46年），改封中山王，以年幼没有前往封国。建昭四年（前35年），薨逝于官邸，谥号中山哀王，葬杜陵，無子，其母中山戎太后返歸娘家。

## 延伸阅读
[在维基数据编辑]
 《漢書·卷080》，出自班固《漢書》